# Thomas Mann (skådespelare)
Thomas Mann, född 27 september 1991 i Portland, Oregon, är en amerikansk skådespelare.
Han har bland annat spelat Thomas i filmen Project X - Hemmafesten (2012) och Link i fantasy-filmen Beautiful Creatures.

## Fotnoter
1. ↑  Gemeinsame Normdatei, Deutsche Nationalbibliotheks katalog-id-nummer: 10430733377749153-1, läst: 14 oktober 2015.[källa från Wikidata]